# Amolops wuyiensis
Amolops wuyiensis är en groddjursart som först beskrevs av Liu och Hu 1975.  Amolops wuyiensis ingår i släktet Amolops och familjen egentliga grodor. IUCN kategoriserar arten globalt som livskraftig. Inga underarter finns listade i Catalogue of Life.